# Nová hora
Nová hora je přírodní rezervace jihovýchodně od obce Strání v okrese Uherské Hradiště. Důvodem ochrany je zachování ohrožených druhů rostlin a živočichů na květnatých bělokarpatských loukách. Přírodní rezervace se nachází v jihozápadním svahu stejnojmenného vrchu vysokého 551 metrů a patřícího do pohoří Bílé Karpaty.

## Fotogalerie

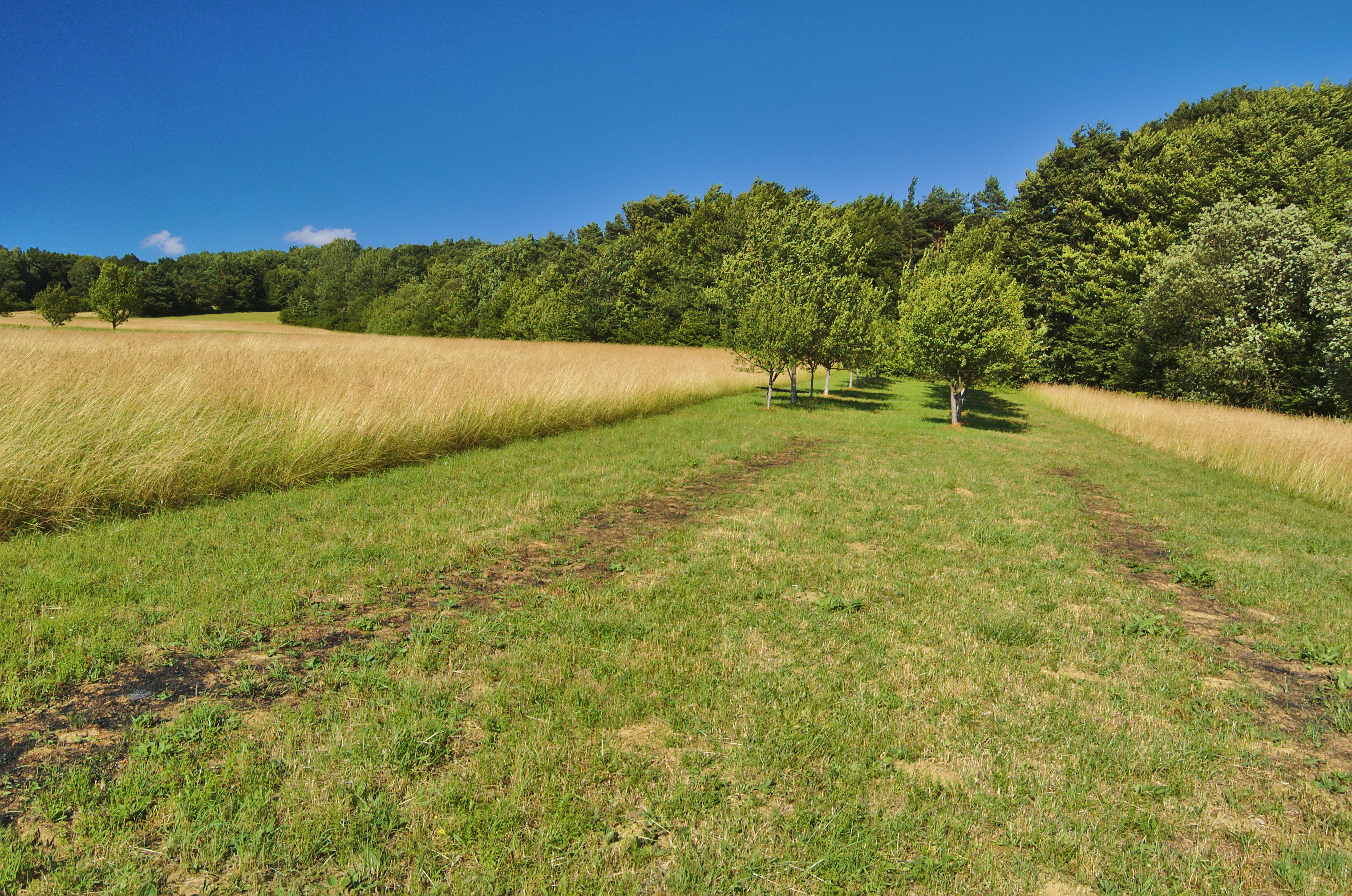
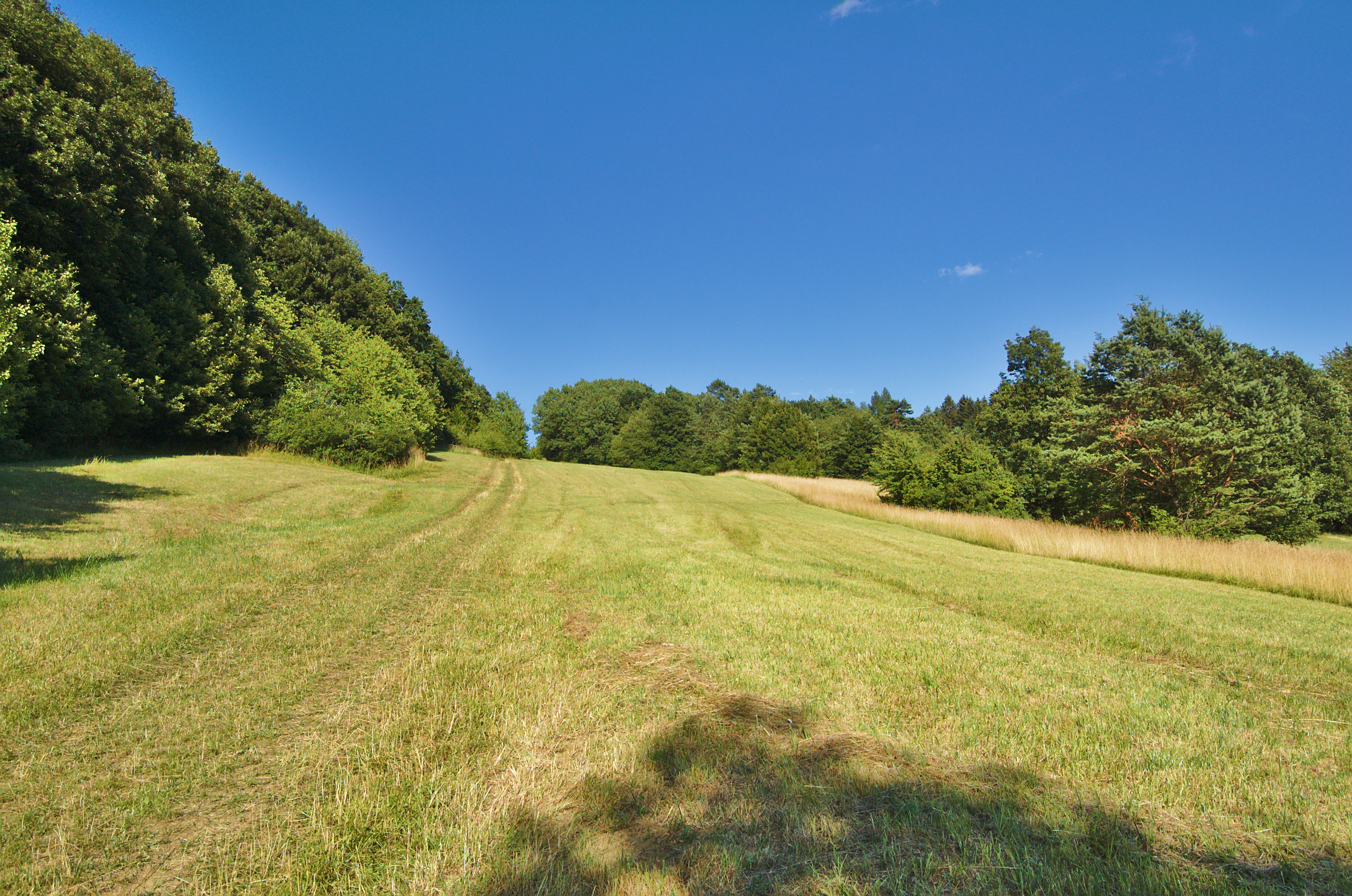
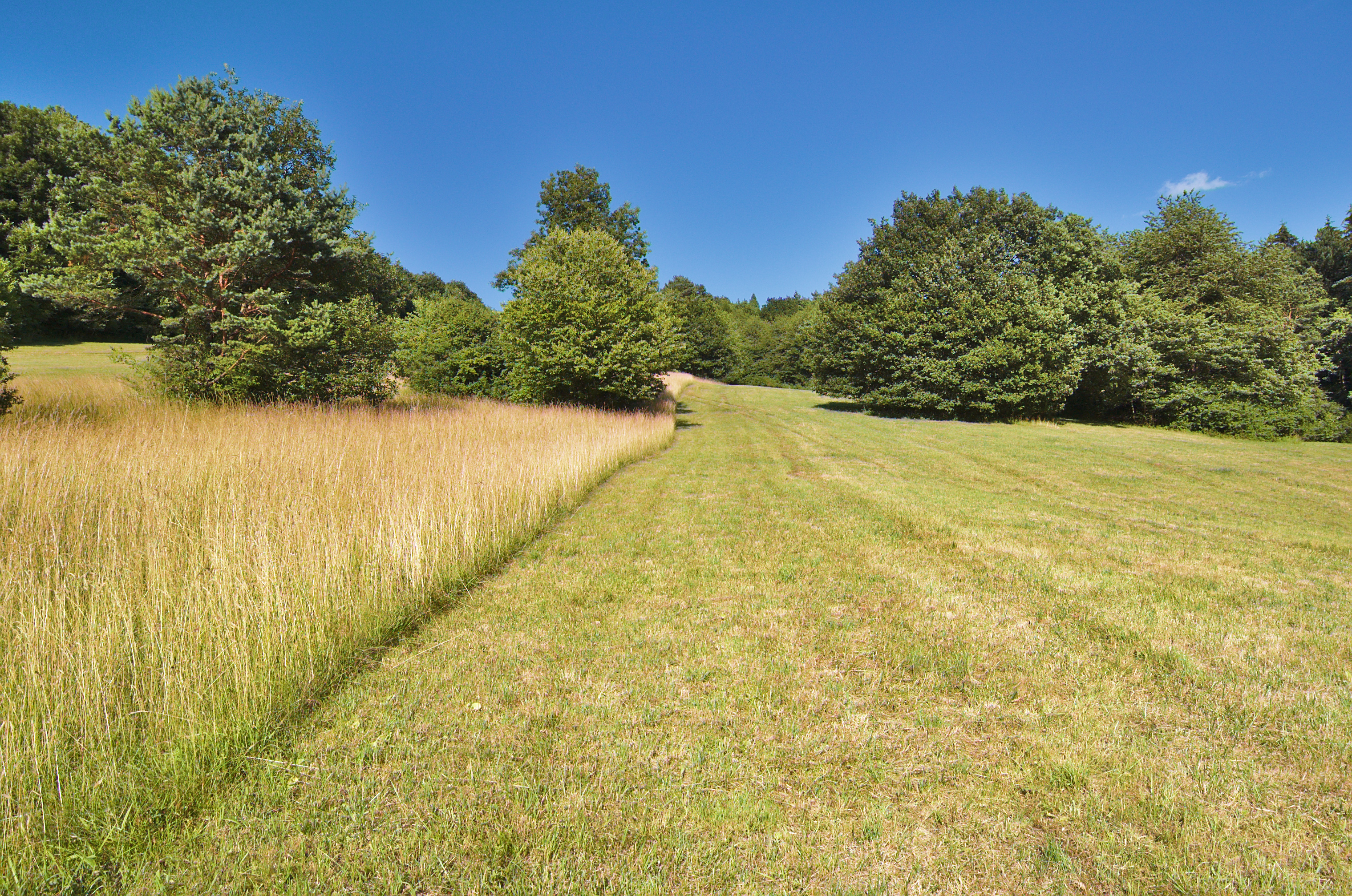
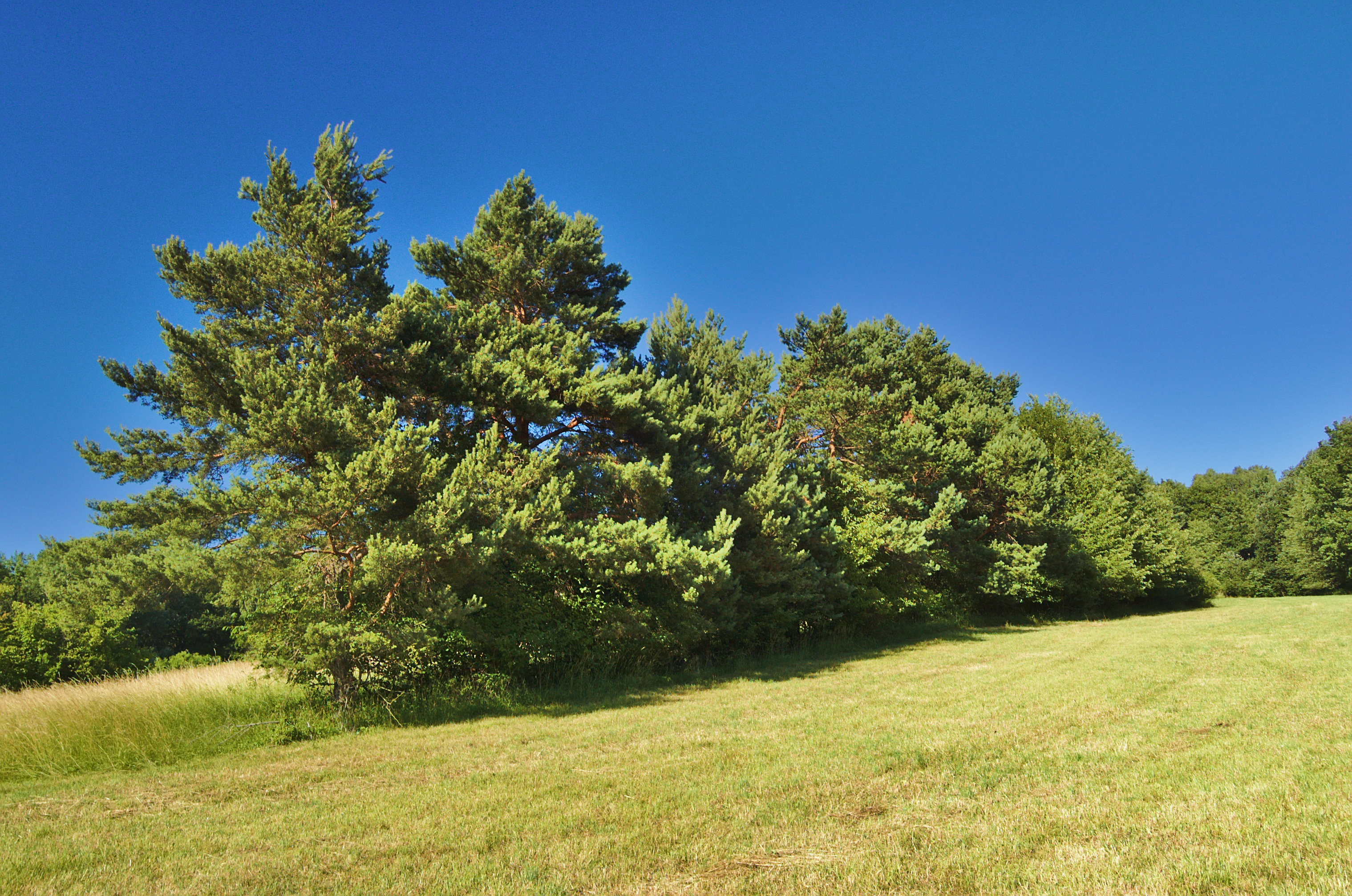